# NGC 1998
NGC 1998 is een lensvormig sterrenstelsel in het sterrenbeeld Schilder. Het hemelobject werd op 28 december 1834 ontdekt door de Britse astronoom John Herschel.

## Synoniemen
- ESO 204-15
- PGC 17434